# Onvoorwaardelijke overgave
Onvoorwaardelijke overgave is de sterkst denkbare vorm van capitulatie. De overwonnene staat hiermee de overwinnaar toe alles te doen waar deze partij voor kiest.
De bekendste onvoorwaardelijke overgave is die van Duitsland aan het einde van de Tweede Wereldoorlog. De onvoorwaardelijke overgave die de Verenigde Staten eiste van Japan is destijds niet geaccepteerd, ook niet na de nucleaire aanval van de Verenigde Staten.